# Claes Jacobsz. van der Heck
Claes Jacobsz. van der Heck (Alkmaar, tussen ca. 1575 en ca. 1581 – aldaar begraven, 19 december 1652), ook Nicolaes van der Heck genoemd, was een Noord-Nederlands schilder.

## Levensloop
Hij was een zoon van Jacob Dircksz. van der Heck en zijn vrouw Adriana. Zijn vader was een zoon van Neeltgen van Heemskerck, de zus van de schilder Maarten van Heemskerck. Zijn achterneef, Claes Dircksz. van der Heck, was ook schilder in Alkmaar.
Zijn vader werd in 1580 in Alkmaar als poorter ingeschreven. Dit wijst erop dat het gezin al enige tijd in die stad woonde en Claes Jacobsz. meest waarschijnlijk daar geboren werd. Zijn geboorte is ongedocumenteerd, maar afgaande op zijn in verschillende akten opgegeven leeftijd, was dit tussen omstreeks 1575 en 1581.
Karel van Mander vermeldt hem in 1604 als een ‘Discipel (leerling) van Ian Naghel, wesende een goet Schilder, besonder in Lantschap’. Van der Heck was daarnaast ook portretschilder. Mogelijk ging hij hiervoor in de leer bij de Alkmaarse schilder Frans Menton, een goede kennis van de familie Van der Heck. Zijn vroegst bekende werk is gedateerd 1608. In 1613 schilderde hij een groot schuttersstuk voor de Oude Schutterij in Alkmaar. Van 1616 tot 1620 schilderde hij drie 'gerechtigheidsstukken' voor de schepenkamer in het Stadhuis van Alkmaar, te weten De justitie van Graaf Willem III, Het oordeel van Cambyses en Het oordeel van Salomo. Op 1 januari 1632 richtte hij, samen met de schilders Zacharias Paulusz., Gerrit Cornelisz. Ruyl en Jan Willemsz. Benning, het Alkmaarse Sint-Lucasgilde op.

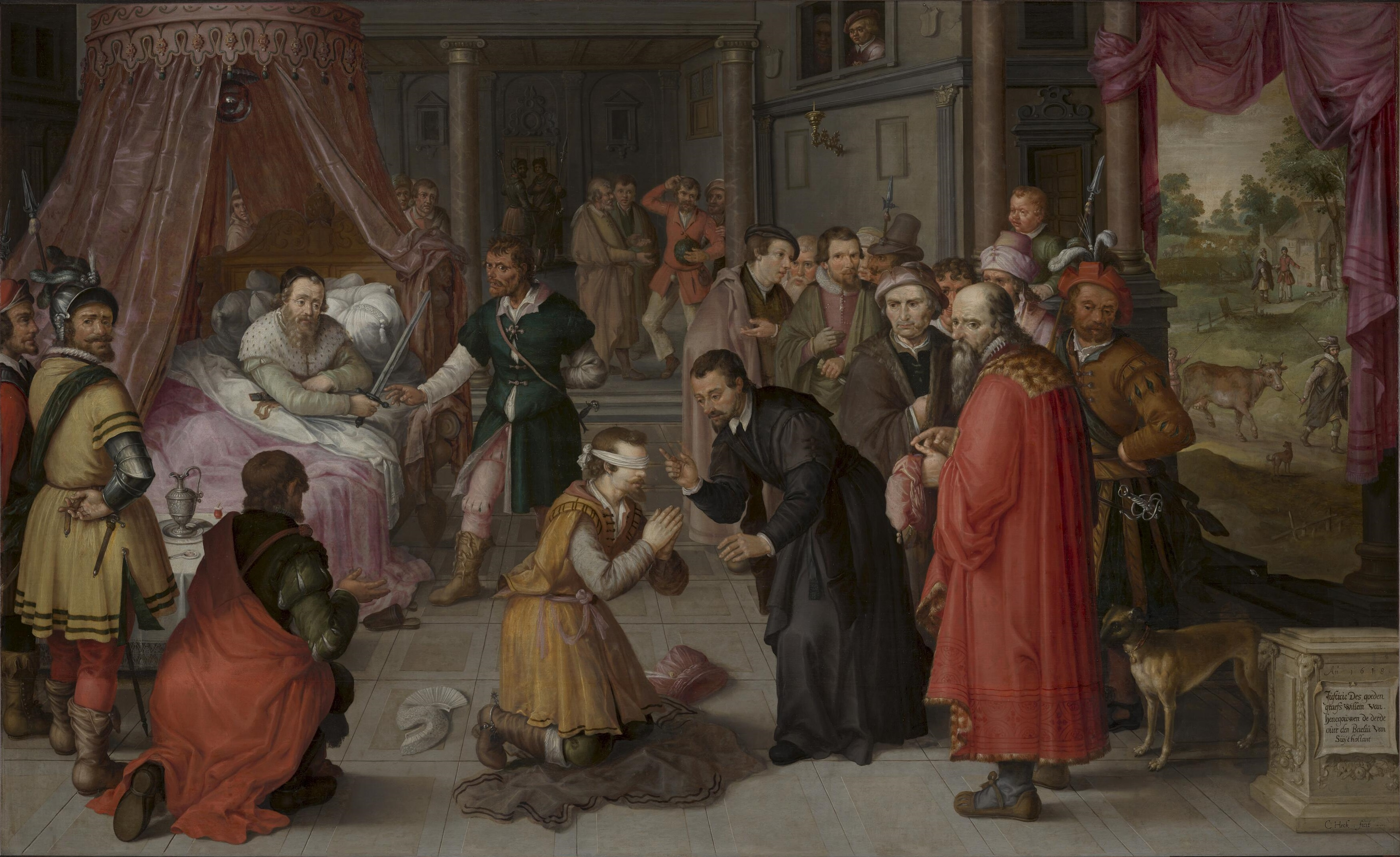
De justitie van Graaf Willem III. 1618. Alkmaar, Stedelijk Museum.

Begin 17e eeuw – in ieder geval voor 1606 – trouwde hij met Cecilia Aerts. van Wede. Samen hadden ze zes kinderen, onder wie Marten Heemskerck van der Heck, die ook schilder was. Van 1639 tot 1647 was Van der Heck betrokken bij de decoratie van het hoofdorgel van de Grote Kerk in Alkmaar. In één rekening wordt hij genoemd samen met de schilders Caesar van Everdingen en Jacob Pynas. In een andere rekening (gedateerd 1646) worden Van der Heck en zijn zoon Marten Heemskerck slechts genoemd als vergulders. Van der Heck werd op 19 december 1652 begraven in de Grote Kerk in Alkmaar.

## Verwarring
De Oostenrijkse kunsthistoricus Theodor von Frimmel verwarde Van der Heck, die vaak met ‘C. Heck’ signeerde, met zijn achterneef Claes Dircksz. van der Heck, die in 1635 lid werd van het Sint-Lucasgilde. Het gevolg van deze fout is dat in sommige naslagwerken de werken van Claes Jacobsz. toegeschreven worden aan Claes Dircksz. van der Heck. De fout werd in 1943 rechtgezet door de historicus Dick Wortel, die het leven van Claes Jacobsz. van der Heck reconstrueerde aan de hand van archiefstukken. Hij concludeert dat Claes Dircksz. van der Heck bij leven maar twee keer in de archieven vermeld wordt en hij als schilder dus weinig betekenis moet hebben gehad.
- Biografisch Portaal: 75283793
- Gemeinsame Normdatei: 1078963681
- International Standard Name Identifier: 0000 0000 7024 4677
- Library of Congress Control Number: no2015163913
- Nederlandse Thesaurus van Auteursnamen: 397428421
- RKD-Nederlands Instituut voor Kunstgeschiedenis: 36783
- Système universitaire de documentation: 188649166
- Union List of Artist Names: 500007343
- Virtual International Authority File: 95725655
- WorldCat: E39PBJwRVHdRh3g7kxyvBCwcT3